# Josefshöhe
Josefshöhe ist ein ehemals selbständiger Ortsteil der Gemeinde Eitorf und gehört heute zur Ortslage. Die früher auch Wilhelmshöhe genannte Siedlung besteht aus zwei ehemaligen Bauernhöfen und einer Gaststätte.

## Lage
Josefshöhe liegt auf dem Lindscheid in einer Höhe von 160 bis 162 m ü. NHN. Nachbarorte neben dem Blumenhof und dem Heckerhof die Orte Wassack und Irlenborn.

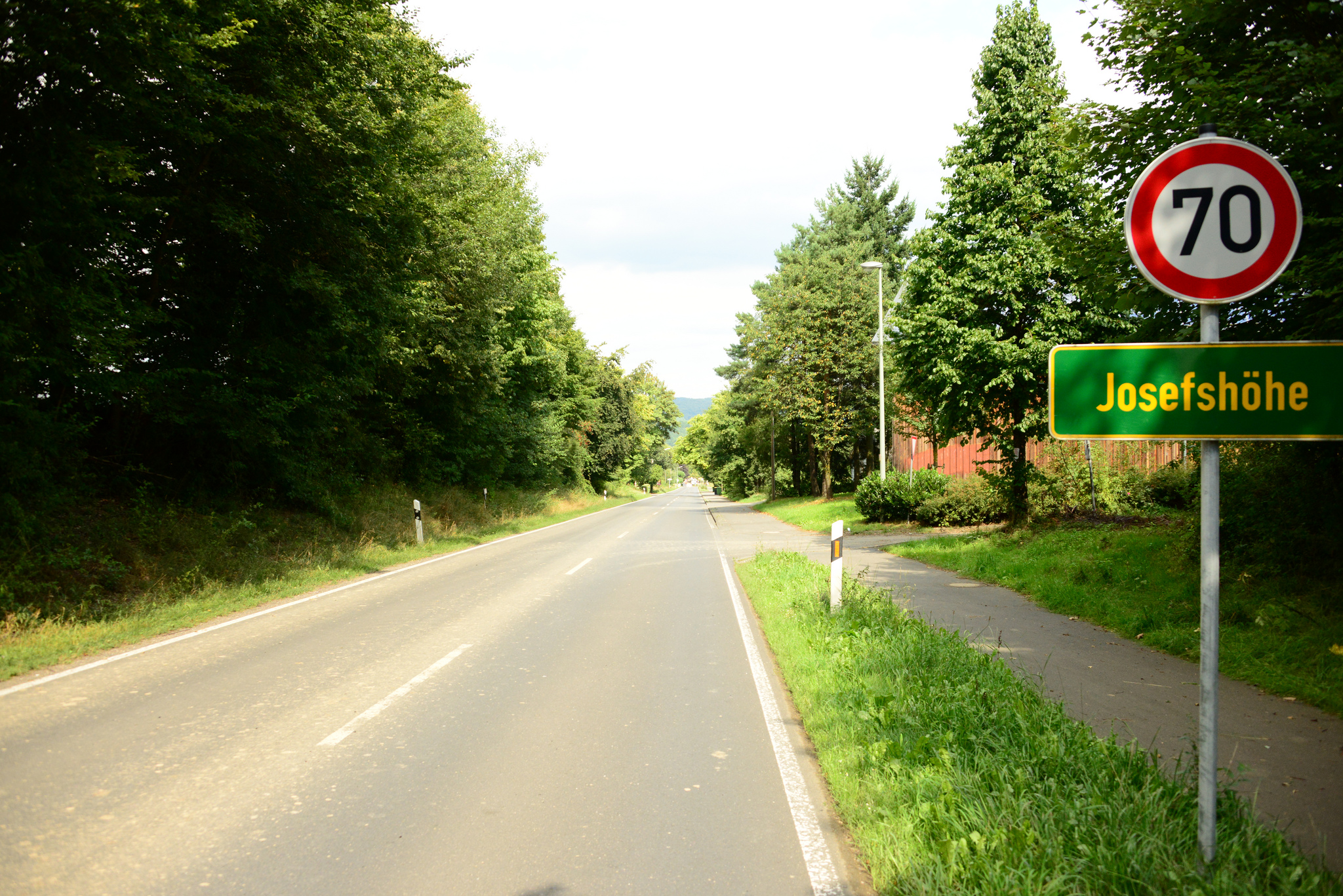
Josefshöhe, Ortseingang

## Einwohner
1885 hatte Josefshöhe zwei Wohngebäude und 17 Einwohner. 1925 wohnten hier die Ackerer Josef Ahr und Peter Krumbach. 1925 waren für Josefshöhe die Ackerer Jakob Ahr und Peter Krumbach verzeichnet.
Anliegend an die alten Höfe ist ein Neubaugebiet auf 10 Hektar geplant.